# 單方論證

全球暖化否定論所使用的圖表：在特定的时间，比如1998-2012年间，即使真的存在全球变暖的趋势，也可以人为创造“暂停”变暖的假象。

單方論證或壓制證據（俗稱採櫻桃謬誤（Cherry picking））是一種非形式謬誤，辯證者引用貌似證實特定立場的個別案例或數據，而忽略可能與該立場相矛盾的相關和類似案例或數據的重要部分的行為。採櫻桃可能是有意或無意的。
此謬誤之俗稱源自基收穫水果（例如採櫻桃）的感知過程，挑水果的人把好的水果挑出來，看到的人可能會以為所有水果都是好的，實際上並不是。這也可能會給水果的品質留下錯誤的印象（因為它只是一個樣品而不是一個代表性樣品）。 有時與採櫻桃相混淆的概念是只收集容易收穫的果實，而忽略樹上更高因此更難獲得的其他果實（見低垂果實low-hanging fruit）。
採櫻桃具有負面含義，因為這種做法會忽略、忽視或直接壓制可能導致全貌的證據。
採櫻桃可以在許多邏輯謬誤中找到。 例如，“軼事證據的謬誤”傾向於忽略大量有利於個人已知的數據，“選擇性使用證據”拒絕不利於論證的材料，而錯誤的二分法在有更多可用選項時只選擇兩個選項。一些學者將挑選櫻桃歸類為選擇性注意的謬誤，其中最常見的例子是確認偏誤。  採櫻桃可以指數據或數據集的選擇，因此研究或調查將給出期望的、可預測的結果，這可能會產生誤導，甚至與現實完全相反。

## 外部連結
- （英文）Logical Fallacy: One-Sidedness（页面存档备份，存于）
- （英文）Peter Suber, "One-Sidedness Fallacy"（页面存档备份，存于）